# Gnómon

Ekvatoriális (egyenlítői) napóra

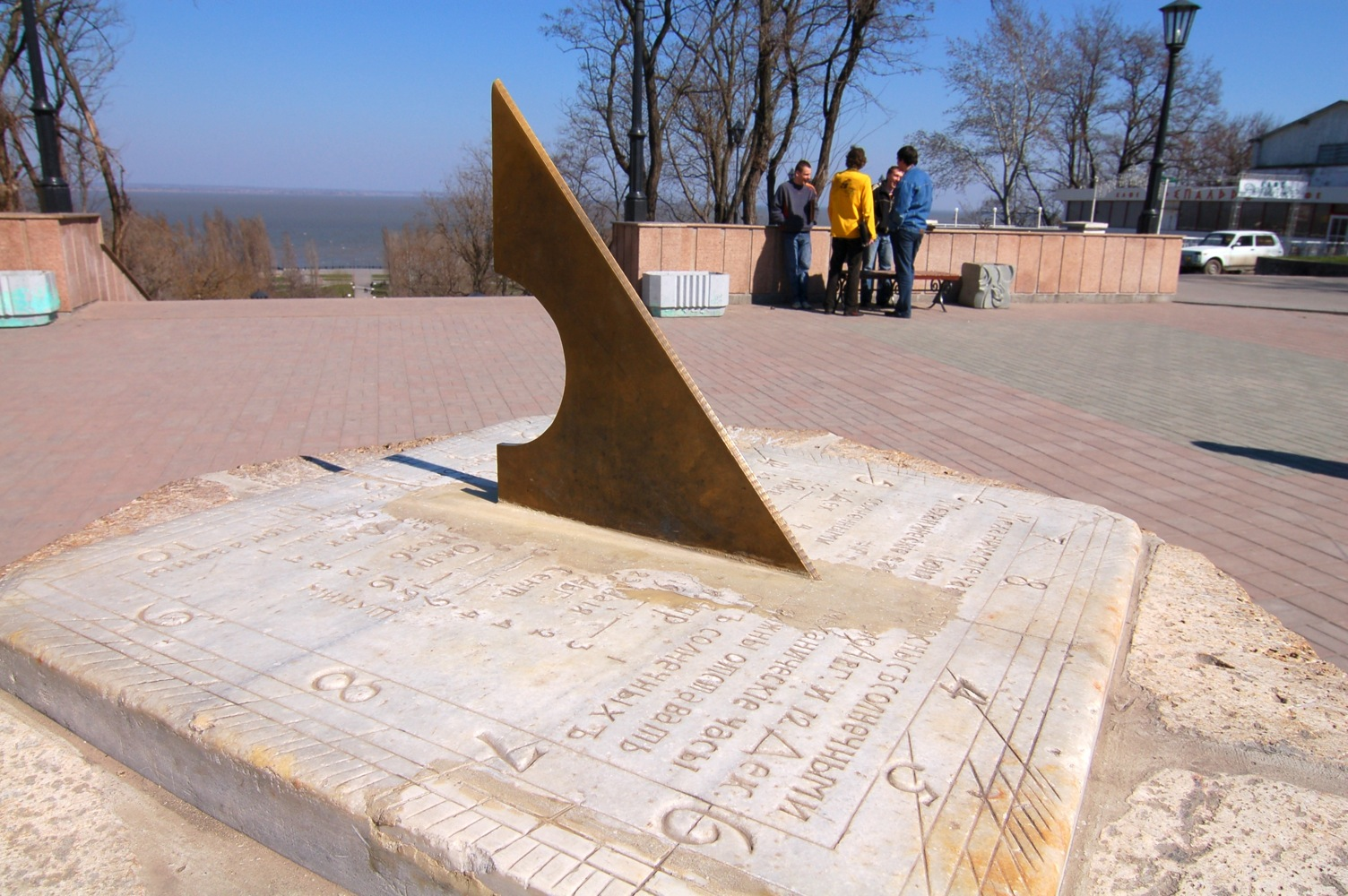
A legősibb napóra a gnómon, ami egy árnyékvető pálca, illetve egy függőleges tengelyű bot, vessző vagy obeliszk, amely árnyékát egy vízszintes felületre veti, a gnomón árnyéka a Nap delelésekor északra (vagy majdnem északra) mutat A napórának a síkja az adott földrajzi helyen a földgömb érintősíkjával párhuzamos sík, ami meghatározza a gnómon által bezárt szöget

A gnómon (gnomon, gnómón), avagy árnyékvető pálca az egyik legősibb és legegyszerűbb csillagászati mérőműszer: egy vízszintes alapon álló függőleges pálca. A Nap magassági szögét a pálca árnyékának hosszából számíthatjuk ki.
Korlátozottan napóraként is használható. A földrajzi szélesség és a Nap égi koordinátáinak közelítő meghatározására is alkalmas.
Brahmagupta középkori indiai matematikus módszere alapján durva közelítéssel megállapítható a gnómon árnyékának hossza alapján a napfelkelte óta eltelt idő, illetve a napnyugtáig hátralévő idő.
{\displaystyle t={\frac {d}{2\left({\frac {s}{g}}+1\right)}}}
ahol
{\displaystyle t:} az eltelt idő
{\displaystyle d:} az időkülönbség a napfelkelte és a naplemente között
{\displaystyle s:} az árnyék hossza
{\displaystyle g:} a gnomón hossza

## Története
A kínai Taosze (Taosi) régészeti lelőhelyen i.e. 2300-ból származó gnómont találtak.
Az ókori Hellászban állítólag Anaximandrosz vezette be használatát. Egyes beszámolók szerint ő maga állított fel egyet Spártában.